# 聖埃伯哈德主教座堂 (斯圖加特)

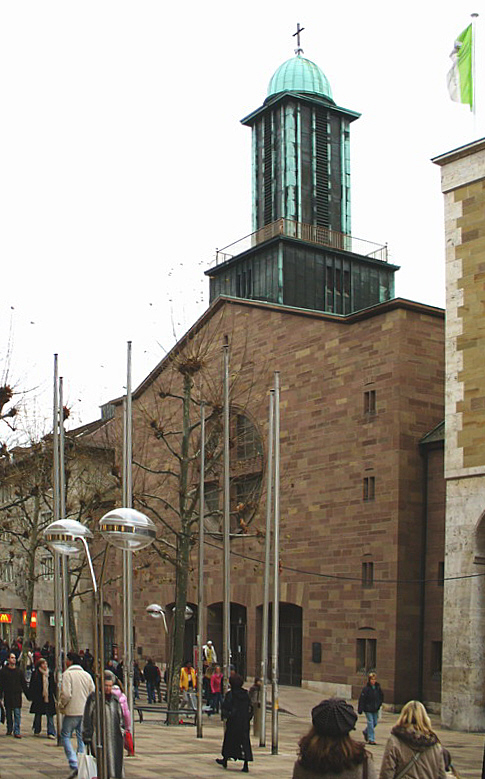
聖埃伯哈德主教座堂

聖埃伯哈德主教座堂（德语：Domkirche St. Eberhard）是天主教罗滕堡-斯图加特教区的副主教座堂（自1978年起，庆祝该教区成立150周年），位于德国巴登-符騰堡州首府斯图加特。供奉聖埃伯哈德。